# 不思議のダンジョン 風来のシレン外伝 女剣士アスカ見参!
『不思議のダンジョン 風来のシレン外伝 女剣士アスカ見参!』（ふしぎのダンジョン ふうらいのシレンがいでん おんなけんしアスカけんざん!）は、2002年2月7日にドリームキャスト用のソフトとして発売されたローグライクゲームであり、不思議のダンジョンシリーズのひとつ。風来のシレンシリーズの外伝であり、主人公は従来の主人公であるシレンではなく、「風来のシレン2 鬼襲来!シレン城!」でシレンの仲間になったアスカである。チュンソフト監修、開発はネバーランドカンパニーが行い、ドリームキャスト版の販売はセガ、Windows版の販売はチュンソフトによって行われている。
2002年12月20日には『不思議のダンジョン 風来のシレン外伝「女剣士アスカ見参!」for Windows』（ふしぎのダンジョン ふうらいのシレンがいでん おんなけんしアスカけんざん! フォー ウィンドウズ）として、Windowsに移植された。

## システム
従来の風来のシレンシリーズに加え様々な新要素が加えられた。
武器・盾の修正値
従来のシレンと違い、最終的な攻撃力や防御力は修正値を上げてもその装備の基本値に依存するようになった。そのため合成の際もベースの装備の基本値を取るか、印数を取るかなどの選択が必要になった。
エレキ箱
肉システムや捕獲システムに代わるモンスター育成システム。モンスターの能力を再現したロボットを箱から呼び出すことができる。経験値を積むことでエレキロボはレベルアップし、改造を施すことで（マムル→あなぐらマムルのように）上位レベルのモンスターと同様になることができる。また、「回路」と呼ばれるアイテムを装着することで能力値や特殊能力を増やすことができる。
秘技
ターン経過やダメージを受けると溜まっていく「気力」を消費することで様々な秘技が使用できる。基本的にはクロンの試練、鳥飛魔天の挑戦内のみ使用可能であるが、気力の腕輪を装備することで他のダンジョンでも使用できるようになる。
また、本作はシリーズとして初めてオンライン対応となった。ドリームキャスト版のネットワークサービス「三途の瓦版」は、2002年8月31日で終了し、Windows版のオンラインサービスは2005年9月30日で終了しているが、公式サイトより配布されているオフライン対応パッチを導入することにより一部のオンライン特典を追加することができる。オフラインパッチの主な変更点は
- 週替わりダンジョンが全てプレイ可能
- 八魔天の挑戦ダンジョンが全てプレイ可能
- フェイの問題作成キットの利用可能
- パスワード救助対応
- ネット関連メニューの削除

となっている。

## 登場キャラクター
主人公アスカ、語りイタチのコッパのほか、様々なオリジナルキャラクターが登場する。
アスカ
「風来のシレン2 鬼襲来!シレン城!」にてナタネ村の騒動の時に、シレンと共に旅をした風来人の女性。修行の旅の途中で天輪国に訪れた際にシレンの相棒コッパと再会する。
コッパ
人語を話すイタチである語りイタチ。普段はシレンの相棒としてとシレンと一緒に旅をしているが、互いの修行のためと別行動していたところ、天輪国にある十六夜の里の寺子屋でアスカと再会し、共に旅をすることとなる。
ミナモ
モンスター退治を請け負う鋼賀忍者の一員で、ジンパチの娘。修行で不在の間に悪党と化していた鋼賀の真意を探るうちに、アスカと協力していくことになる。
敵を走り抜けながら攻撃したり、クナイを用いた遠隔攻撃を得意とする。
ジンパチ
鋼賀忍者の頭領。祭来国編以降はNPCとして仲間になる。
背中に差した忍書刀で前方三方向を同時に攻撃することが可能（「妖刀かまいたち」の特殊効果と同じ）。敵との間合いを一気につめる攻撃を得意とする。
キハチ
白神沼に住むよせカエル。ヘイジのライバル。舌での引き寄せ攻撃や指圧を得意とする。
ヘイジ
白神沼に住むひまカッパ。キハチのライバル。飛んできたアイテムをキャッチして相手に投げ返したり、水路に落としたアイテムを拾い上げたりする。
コヨリ
18歳で「リーバ祭」を取り仕切る、高い霊力を持った女司祭。たびたび「祭来国のアイドル」と称される。
祭のための神器を奪われ困っていたところ、アスカと出会う。神器奪還に挑む風来人たちのために「コヨリのおにぎり」を作って配る。
キチゾー
祭来国の八神楽の森に店を構えるエレキ箱職人。エレキ箱製作の第一人者「カラマツ翁」を師に持つ。話し口調は関西弁。ライバルのバリバリとは同じ最後の弟子という因縁がある。自身のエレキ箱のモットーは「安くて強い」であり、その歌い文句に偽りがないため、多くの風来人がキチゾーのエレキ箱のファンとなっている。店ではエレキ箱の売買は妻のヒナコに任せ、自身はエレキ箱の改造を担当する。
バリバリ
放浪のエレキ箱職人。エレキ箱製作の第一人者「カラマツ翁」の弟子の一人で、同じ最後の弟子であるキチゾーのことをライバル視している。技術力はキチゾーに勝るとも劣らない。自作のロボット「二人羽折りロボ」と意思を持つ自作杖「ネコボー」とともに、祭来国各地を転々としている。バリバリのエレキ箱のモットーは「エレガンスかつオリジナルに忠実」であり、歌い文句に偽りはないが、モデルにするモンスターが一癖あるものばかりで、エレキ箱も扱いが難しい。その結果、風来人たちから相手にされず、酷い場合は狂人扱いされる。しかしうまく使えば非常に役立つエレキ箱もある。
公式ファンブック『ビックリの壺3』で、バリバリのモデルはシャーロック・ホームズシリーズに登場するジェームズ・モリアーティ教授だと明言されている。
天心法師
祭来国に現れた、アスカにアドバイスを行う謎の老人。特定の場所では釣りをしており、餌としておにぎりを渡すことでさまざまなアイテムを釣り上げる。
その正体は「フクロウ天狗」。八魔天たちの師匠であり、黒雷仙女を封じてきた法師の末裔。
メイオウラン
冥界に潜む植物の魔物。他の生き物を操る毒を撒き、操った人間に集めさせたアイテムを食べて成長する。
最終的には山を覆うほど大きくなり、国中のアイテムを直接吸い込めるようになる。
戦闘では、モンスターを護衛に配置している「不完全体」と、蔦やおしべを伸ばして攻撃する「完全体」、2度の戦闘に勝たねばならない。
どちらの場合も、叩くべき急所は本体付け根の核。
八魔天
祭来国の「リーバ祭」の準備を妨害する魔物たちの集団。それぞれがリーバ八獣神の一柱をライバル視している。各「試練」の深部にある「斎戒の間」に陣取って、祭に必要な「祭器」の入手を阻んでいるだけでなく、すべての試練を攻略するまではダンジョンの中途で急に出現し、それぞれ個性的な妨害を行う。
実は天心法師の弟子たちなのだが怠け癖が酷く、「リーバ祭を邪魔すればすぐに強くなれる」と黒雷仙女にそそのかされたのがリーバ祭を妨害する理由。
鼓狸魔天ポント
狸のような姿の魔物。鋼賀城の祭器を取られないよう、貰い物のメイオウランの種を使い、城を制圧していた。
戦闘能力はない。ネズミが嫌いで、コッパをネズミと間違えて逃げ回る。
妨害は、次のフロアのアイテムをすべて回収すること。ただし、直後にそのうちのいくつかを落としていく。
童遊魔天ソラン・ドラン
ムラドの試練のボスキャラクター。双子の子供の姿をした魔物。ソランが姉で、ドランが弟。
罠を仕掛けるのを得意としているが直接の戦闘能力はなく、対面した時点で勝ちとなる。
妨害は、次のフロアの罠が大幅に増えること。
幽幻魔天ネムリー
ドラスの試練のボスキャラクター。幽霊のような姿をした少女の魔物。
モンスターたちのアイドルを気取っており、戦闘時にも親衛隊と称する多数のモンスターを引き連れて現れる。
また、縦横斜めのいずれでも一直線上に並ぶと、真っ直ぐに貫通する光線を撃って攻撃する。
妨害は次のフロアが必ず大部屋のモンスターハウスになること、キハチが同行していると阻止できる。
元々は魔法の研究をしていたが、とある時実験に大失敗して皆からそっぽ向かれてしまってから性格がねじ曲がってしまった。
骨心魔天クーフク
ブフーの試練のボスキャラクター。骸骨のような姿の魔物。
攻撃されると、「おどるポリゴン」を召喚し、自らはワープして逃げる。近接状態では最大満腹度を50%も下げる踊りを使う。
妨害は、以後の3フロアで食料が出現せず、さらにおにぎりを腐らせる「デロデロの湯」の罠が大量に出現すること。
猿奇魔天サンジュ
ギトーの試練のボスキャラクター。四つ又の尾を持つ猿のような姿の魔物。
装備品以外の所持アイテムを盗んでワープし、離れた場所でそのアイテムを使う。この盗みは「トドの盾」でも防げない。
また攻撃されると、分身を残してワープで逃げる。
妨害は、二択の賭けを申し込むこと。勝てばアイテムをもらえるが、負けるか賭けを拒否するとお金を奪われる。
ちなみに賭けはヘイジが同行していれば必ず勝てる。
銀猫魔天ティナ
カカ・ルーの試練のボスキャラクター。京小町のような人間の女性の姿にも化けられるが、その正体は巨大な招き猫の姿をした魔物。
戦闘時には2体のタウロスをお供に連れて現れる。攻撃パターンはタイガーウッホと同じで、プレイヤーキャラクターを掴んで罠へ投げ込んだり、
自分のお供を含めた他キャラクターを投げつけてダメージを与える。また、即死や状態異常系の罠を受け付けない。
敗北後もアスカを気に入り、見合いをしないかとしつこく追いかけまわす。
妨害は、しばらくのあいだ店に並ぶ商品が「みやびやかな盾」「痛恨の腕輪」「かつおぶし」など、高価なわりに使えないアイテムばかりになること。
鳥飛魔天アクィラ
クロンの試練のボスキャラクター。鳥と人間を合わせたようなハーピーの姿の魔物。ネムリーやティナ同様、女性。
モンスターとして扱われる「つむじ風」を生み出してプレイヤーの接近を阻み、近接しても吹き飛ばし効果のある蹴りで間合いを開ける。
妨害は、次のフロアで、長時間同じフロアに留まるものを吹き飛ばす「風」が通常よりはるかに早く吹き始めること。
冥炎魔天ラグーン
リーバの試練のボスキャラクター。八魔天のリーダー格。鬼・おかめ・ひょっとこの三つの面を持つ魔物。
他の八魔天の面々からは、「オヤジ」と呼ばれることが多い。怒りっぽくよく「腹が立つ」と言うが、コッパに「腹なんて何処にあるの？」と聞き返される。
また、詰めが甘く騙されやすいがゆえに黒雷仙女に体を乗っ取られたり、天心法師に仕置きをされたりする。
戦闘時には、本体とは別々に動く「鬼の手」を2体連れて戦う。
サイコロを振り、その出目によって炎、雷撃、モンスター召喚など多彩な攻撃パターンを使い分ける。
妨害は、次のフロアのあちこちに消えない火柱が出現すること。ジンパチが同行していれば阻止可能。

黒雷仙女
祭来国に封印された伝説の魔物。八魔天をそそのかし自分の完全復活に利用していた黒幕。
最終戦闘ではラグーンに憑依して現れるため、攻撃パターンはほぼラグーンと同じ。ただし鬼の手は4体になり、魔法攻撃への耐性も強まっている。
『不思議のダンジョン 風来のシレン3 からくり屋敷の眠り姫』にも登場する。

## ストーリー
本作のストーリーは鋼賀編と八魔天編の二つに大きく分かれており、エンディングも二編合わせて二種類存在する。
メイオウランは花粉の毒で鋼賀一族を操り、自分のもとへアイテムを運ばせて力の源にしていた。メイオウランは現在、覚醒のときを待っている状態だが、完全に覚醒すると鋼賀一族の手を借りずともアイテムを引き寄せられるようになってしまう。アスカはメイオウランの覚醒を阻止することができるのか？一方、ときを同じくして毒で操られていたアスカの父、ジンパチが姿を消してしまう……。

### 鋼賀編
天輪国が舞台。女剣士アスカは旅の途中、天輪国という自然豊かな国の小さな農村、十六夜の里に立ち寄り、そこに滞在していた語りイタチのコッパと再会する。今この国では、元々モンスター退治を生業として、人々を守っていた鋼賀忍軍が旅人や村人を襲い、その荷を奪うという事件が続発していた。今まで自分たちを守ってくれた鋼賀が何故—。動揺する村民を見たアスカは、鋼賀の忍者が豹変してしまった理由を明らかにするため、鋼賀忍軍の拠点・鋼賀城へと向かうことを決意する。
鍛錬の押入
Windows版専用ダンジョン。初心者が基本的なテクニックを身につけるための全五階で構成された練習用ダンジョンである。ここをクリアしなくてもストーリーは進められる。基本的なアイテムが揃っている。
天輪国初級
ゲーム本編の一番初めのダンジョン。アイテム持込可・NPC同伴可・全てのアイテムが識別済み。鋼賀忍者の拠点である鋼賀城を目指していく。シャッフルダンジョンと洞窟ダンジョンで構成。途中の村に剣と盾の鍛冶屋が存在する。
天輪国上級
アイテム持込可・NPC同伴可・一部のアイテムが識別されていない。シャッフルダンジョンと洞窟ダンジョンで構成。
鋼賀の隠し穴
鋼賀編クリア後にプレイ可能。アイテム持込可・NPC同伴不可・フロアに一切アイテムは落ちておらず、モンスターもアイテムを落とさない。アイテム持込可能のダンジョンだが、低層から強いモンスターが出現する。洞窟ダンジョンのみで構成。とある階で、レアアイテムを売る店が出現する。

### 八魔天編
祭来国が舞台。祭来国名物「リーバ祭」に必要な「祭器」を八魔天と呼ばれるモンスターに奪われてしまい、祭りが開けずに困っているのだと言う。祭りの主催者、巫女コヨリの元に集った大勢の風来人たちと共に、アスカも祭器を取り返すため、商売神サカイを除くリーバ八獣神の名前がつけられた「〜の試練」と呼ばれるダンジョンをクリアし、八魔天を倒す冒険に出ることになる。
各ダンジョンは、「斎戒の間」と呼ばれる特殊フロアに到達してそこにいるボスを倒すことでストーリー上のクリアとなる。クリア後の再挑戦では斎戒の間より深く潜れるダンジョンもある。
ドラスの試練
アイテム持込不可・NPC同伴可・杖と巻物以外のアイテムが識別済み。武器と盾が全く出現せず、杖と巻物を中心に進んでいくこととなる。ボスは幽幻魔天ネムリー。斎戒の間は17階の次。99階まで存在する。
ブフーの試練
アイテム持込はエレキ箱のみ可・NPC同伴可・アイテム識別済み。エレキ箱が大量に出現するエレキ箱ダンジョン。ボスは骨心魔天クーフク。斎戒の間は19階の次。99階まで存在する。
ムラドの試練
本編での「フェイの問題」に相当するパズルダンジョン。1フロア1問。ボスは童遊魔天ソラン&ドランだが、戦闘は無く、会ってイベントを見るだけで倒してしまう。斎戒の間は20階の次。50階まで存在する。
ギトーの試練
アイテム持込不可・NPC同伴不可・アイテム識別済み。落ちているアイテムの種類にかなりの偏りがあり、モンスターハウスと店の出現頻度が高い泥棒ダンジョン。部屋と部屋を繋ぐ通路が存在しない代わりに、初期所持品として「サトリのつるはし」があるため、これで壁を掘って泥棒を行う。ボスは猿奇魔天サンジュ。斎戒の間は15階の次。再度挑戦してもそれ以降には進めない。
カカ・ルーの試練
アイテム持込不可・NPC同伴不可・アイテム識別済み。常時「ワナ師の腕輪」装備状態と同じ状態になる罠ダンジョン。食べられるアイテムが落ちていないのも特徴。ボスは銀猫魔天ティナ。斎戒の間は15階の次。50階まで存在する。なお、ボスを倒した後に再度挑戦すると斎戒の間にワナ師の腕輪が出現する。
クロンの試練
アイテム持込は秘技書のみ可・NPC同伴可・一部のアイテムを除き識別済み。秘技書で秘技を覚え、気力を消費することで使用して進む秘技ダンジョン。気力はターン経過と共にゆっくり回復するほか、ダメージを受けるとその量に応じて大きく回復する。ボスは鳥飛魔天アクィラ。斎戒の間は16階の次。99階まで存在する。なお、ボスを倒した後に再度挑戦すると斎戒の間に気力の腕輪が出現する。
リーバの試練
アイテム持込は5個まで・NPC同伴不可・大半のアイテム未識別。レベル1、最大HP30に固定され、アイテムを使用しても増やせない。ボスは冥炎魔天ラグーン。斎戒の間は30階の次。再度挑戦してもそれ以降には進めない。
星華の大筒
全ての試練をクリアしたあとに挑戦できる。アイテム持込は自由・NPC同伴可・大半のアイテム未識別。途中で八魔天との再戦がある。ボスは黒雷仙女。36階まで存在し、ボスを倒した後に再度挑戦してもそれ以降には進めない。

### 本編クリア後可能
白蛇島
アイテム持込不可・NPC同伴不可・大半のアイテム未識別。従来の不思議のダンジョンシリーズにおける「もっと不思議のダンジョン」といったところ。1～3階、98～99階がシャッフルダンジョンで構成されている。DC版ではこれが最後のダンジョンであるが、Windows版ではさらに難度の高い下記のダンジョンが出現する。
裏白蛇
白蛇島クリア後に挑戦できるWindows版専用ダンジョン。罠、出現アイテム、モンスターにおいてその難度は白蛇島を遥かに凌ぐ。また白蛇島と違い全階層ランダムダンジョンで構成されている。

### 新たなる挑戦
Windows版専用ダンジョン。かつてオンラインサービスで追加されたダンジョンで、現在ではオフラインパッチを適用することで挑戦可能になる。対応する各試練の上位版で、階層が増えたり有用なアイテムが出てこない等、難易度が上がっている。
幽幻魔天の挑戦
ドラスの試練の上位版。NPC1人を選択して同伴し、どちらかがやられると冒険失敗になる。99階まで存在する。
骨心魔天の挑戦
ブフーの試練の上位版。持ち込み不可なので育てたエレキ箱を持って行くことができず、エレキ箱をダンジョン内で育てないといけない。99階まで存在する。
猿奇魔天の挑戦
ギトーの試練の上位版。フロアが50階まで存在する。
銀猫魔天の挑戦
カカ・ルーの試練の上位版。序盤から「罠のワナ」を除く全ての罠が出現する。99階まで存在する。
鳥飛魔天の挑戦
クロンの試練の上位版。クロンの試練とは違い、秘技を全く覚えていない状態からのスタートとなる。秘技書以外のアイテムがほとんど落ちていない代わりに、気力の溜まり方がクロンの試練と比べて格段に早い。99階まで存在する。
冥炎魔天の挑戦
リーバの試練の上位版。レベルアップは他のダンジョンと同様だが、HPは最大で250までしか上がらない。階層が9999階まである。

### 週替わりダンジョン
Windows版専用ダンジョン。オンラインで週替わりにプレイできるダンジョンであったが、オンラインサービス廃止に伴いオフラインパッチが配布され、パッチを適用することによりいつでもプレイできるようになった。
女勘定奉行
ギタン投げを駆使して進むダンジョン。金と保存の壺、食料しか手に入らない。
巣窟効率勝負
アイテムは5個まで持ち込み可（壺・エレキ箱を除く）。全てのフロアに特徴の異なるモンスターハウスが配置されている。
もろ手狩り
両手持ち用装備品しか装備できないダンジョン。片手用の武器も出現するが装備はできないので、合成して特殊能力を得ることしかできない。
ガチンコ万歩計
10000ターン経過するとその時点で終了。それまでにもぐった階層の深さを競う。
万歩の経験
10000ターン経過するとその時点で終了。それまでに得た経験値の量を競う。
無明地獄
敵が全て透明で、攻撃したりダメージを受けるまで正体が分からない。
からくり白蛇島
裏白蛇島がベースだが、カカ・ルーの試練と同様、敵がワナにかかる。
一致団結
仲間にできるキャラクター全員（ミナモ、ジンパチ、キハチ、ヘイジ）とアスカの5人で進むダンジョン。誰か1人でも倒されると即終了のため、普段以上に仲間に気を配って進める必要がある。ガチンコ万歩計・万歩の経験に次ぎ、攻略難易度の高いダンジョン。
巣窟効率五箱勝負
基本的には巣窟効率勝負と同じだが、持ち込めるアイテムが「エレキ箱5つまで」に変更されている。
ファイト一発
裏白蛇島がベースだが、クロンの試練と同様、常に秘技を使える。極めた秘技を全て忘れた状態でスタートし、「奥技の巻物」というアイテムを使って秘技を思い出しながら進む。
自由経済活動
落ちているアイテムはギタンのみで、ほぼ全てのフロアに店が出現する。初期装備のガマラのムチ・ガマラの盾を使ってお金を稼ぎ、店で買い物をして装備やアイテムを揃えながら進んでいくダンジョン。

## スタッフ
- 総監修: 中村光一
- 音楽: すぎやまこういち・松尾早人
- キャラクターデザイン: 池田奈緒・長谷川薫・柴崎晋一
- ゲームバランス: 飯塚大介・イシイジロウ

## 評判
売り上げはDC版は5万本とシリーズ内ではあまり高くないものの、再販や移植、リメイクを望む声は根強くある。
特に、Windows版は中古で3万円台にも高騰している。（2016年時）
しかしスパイク・チュンソフトのインタビューでは、リメイクは「版権を含めた諸事情」により難しいと答えられた。